# 鄭錫麟
鄭錫麟（1513年—？），字獻禎，福建福州府長樂縣人，民籍，明朝政治人物。同進士出身。

## 生平
嘉靖十三年（1534年）甲午科福建鄉試第八十三名舉人，十四年（1535年）中式乙未科會試第二百四十九名，三甲第八十四名進士。十九年（1540年）任韶州府推官，升嚴州府同知。

## 家族
曾祖鄭肅；祖父鄭世傑；父鄭勉，母劉氏。具慶下。